# Chante!
Chante! (lançado no Brasil com o título Estúdio 24) é uma série de televisão francesa em 104 episódios de 26 minutos criada por Jean-Pierre Hasson e Olivier Thiébaut e coreografada por Alexandra Lemoine. Foi originalmente transmitida entre 18 de fevereiro de 2008 e 2 de setembro de 2011 pelo canal France 2. Foi também transmitida na França pela France 4; na Bélgica pelo RTL Club; na Itália pela Italia 1; e no Brasil pela TV Brasil.

## Sinopse
O seriado mostra o cotidiano de Tina (Priscila Betti), uma jovem de 18 anos de Marselha que sonha em ser cantora e que divide seu tempo entre a frequência a aulas na escola de arte Estúdio 24 e um emprego numa rádio local.